# تپه سفید گلدسته
تپه سفید گلدسته با قدمتی تاریخی - اسلامی به شمارهٔ ثبت ۱۰۸۰۴ در تاریخ ۱۳۸۲/۱۱/۰۲ به ثبت آثار ملی ایران رسید. این تپه در شهرستان اسلامشهر، بخش چهاردانگه، دهستان فیروزبهرام، جنوب غربی روستای گلدسته قرار دارد.